# Enriqueta Arvelo Larriva
Enriqueta Arvelo Larriva (Barinitas; 22 de marzo de 1886-Caracas; 10 de diciembre de 1962) fue una poetisa y escritora venezolana.

## Biografía
Sus padres fueron don Alfredo Arvelo y doña Mercedes Larriva siendo la tercera de cinco hermanos (Alfredo, Mercedes, Lourdes y Aura).
La infancia y adolescencia transcurrieron en el típico ambiente provinciano del aislado pueblecito; si bien esta familia distinguía una verdadera pasión por la lectura, su vocación cultural, y sus relaciones con destacados intelectuales, fueron parientes de Alberto Arvelo Torrealba y personas de otras regiones del país, algunos de los cuales llegaron hasta Barinitas en busca de Alfredo (su hermano mayor), cuando ya era poeta conocido, y posteriormente de Enriqueta, cuando ya poseía méritos propios. Desde luego, la influencia de Alfredo iba acentuándose a medida que se destacaba como poeta y ya era decisiva en la familia al comenzar el siglo XX, cuando apenas tenía 17 años.
Muy a principios del siglo, en 1905, Enriqueta y la familia comenzaron a padecer por las desventuras de Alfredo, quien habiéndose ausentado del hogar verse envuelto en infortunado lance personal y por ello fue preso en Ciudad Bolívar, de donde fue trasladado al Castillo de San Carlos de la Barra, cerca de Maracaibo, y más tarde a Caracas. En la prisión de La Rotunda publicó en 1906 su primer libro de versos, Enjambre de Rimas, y su más calificada obra, Sones y Canciones, en 1909. En 1914 se casa su hermana Lourdes; y el nacimiento de su sobrino Luis Alejandro constituyó un acontecimiento de gran importancia para Enriqueta, pues él, su ahijado de bautizo, vendría a ser para ella el hijo que nunca llegó a tener, como haciendo realidad el simbolismo etimológico de ¨ahijado¨ y de ¨madrina¨.
En 1921 muere su hermana menor Aura y desde 1922 Enriqueta se entrega a una labor de intensa producción literaria. Hacia el final de esta tercera década ya era una escritora de renombre nacional, e incluso mantenía correspondencia con intelectuales extranjeros, entre ellos Gabriela Mistral y Juana de Ibarbourou. Ya se hacía necesario salir de Barinitas. Finalmente en febrero de 1930 Enriqueta se decide a visitar la metrópoli por  primera vez.
En 1942 pública Poemas de una Pena, elegía por la muerte de su padre. Desde 1945 vive definitivamente en Caracas, lo cual le permite estar en contacto permanente y fortalecer sus vínculos con distinguidos representantes de la intelectualidad venezolana.
En 1949 el Gobierno Militar de Carlos Delgado Chalbaud decide repatriar los restos de Alfredo Arvelo Larriva, y en esta oportunidad pública una excelente nota biográfica (Alfredo Arvelo Larriva - Noticia de su Vida y su Obra).
En 1957 pública Mandato del Canto y recibe el Premio Municipal de Poesía.
Ya en 1962 a la altura de sus 76 años la llegada del frío acentuó sus padecimientos , y el 24 de mayo  falleció.

## Obra poética
- Voz aislada (1939)
- El cristal nervioso (1941)
- Poemas de una pena (1942)
- El canto del recuento (1949)
- Mandato del canto (1957)
- Poemas perseverantes (1960)
- Caballo de fuego (prólogo y selección de Miguel Gomes, col. Palimpsesto, Carmona-Sevilla, 2012)

- Datos: Q5379867